# Kirche des heiligen Kyrill (Kiew)
Koordinaten: 50° 29′ 1″ N, 30° 28′ 19″ O

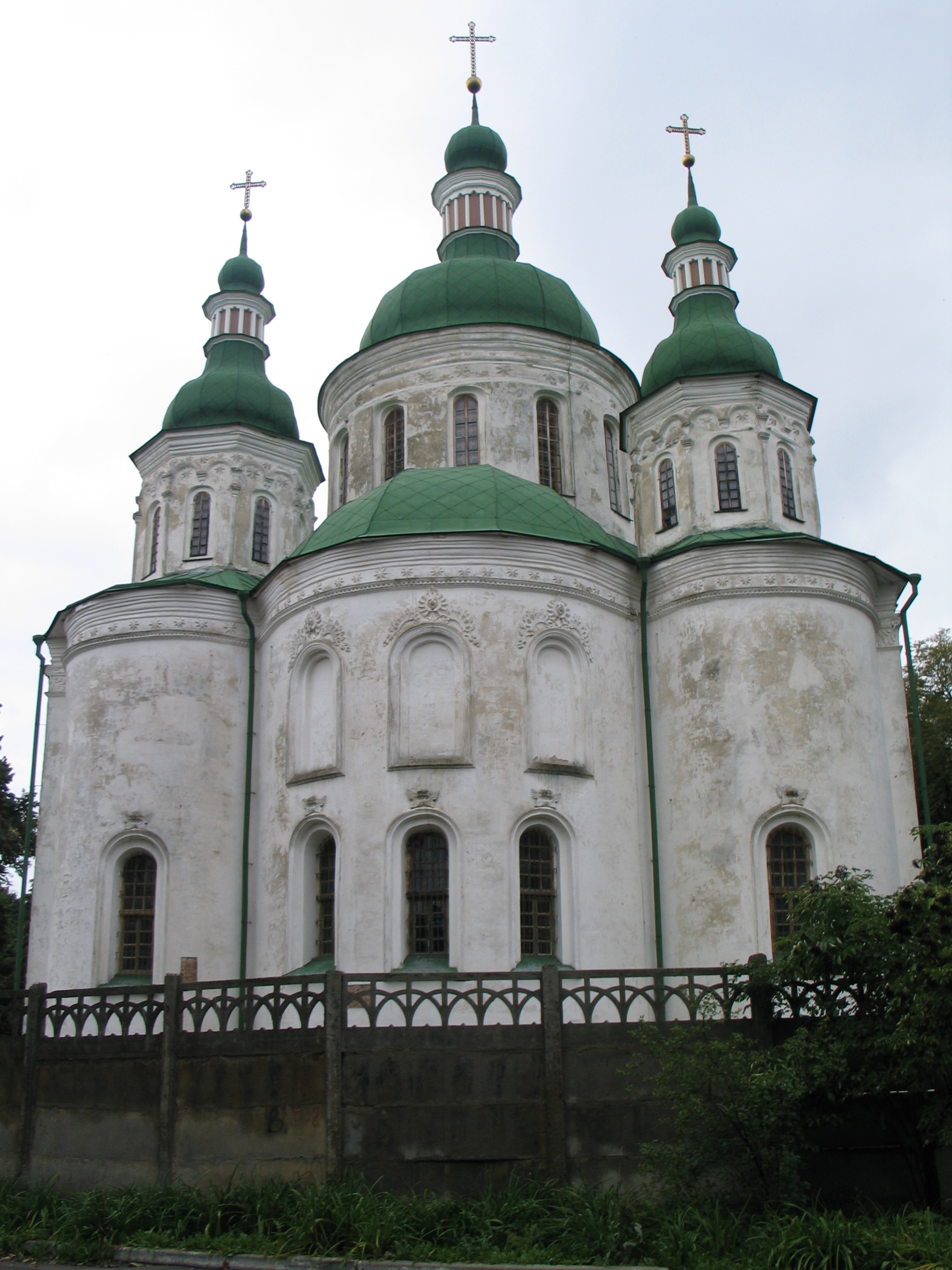
Kirche des heiligen Kyrill und Athanasius von Alexandria

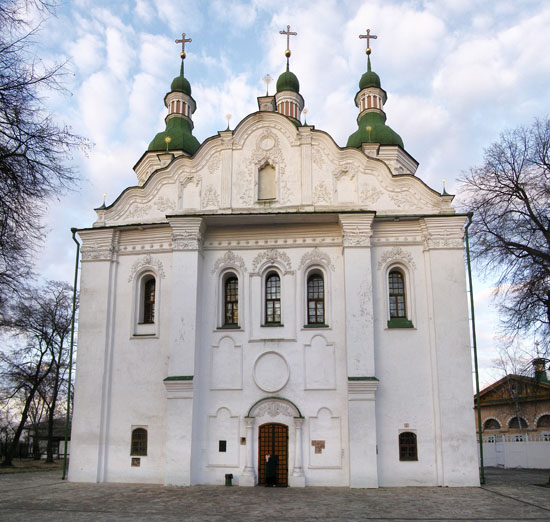
Portal der Kirche

Die Kirche des heiligen Kyrill (ukrainisch Кирилівська церква; vollständiger Name: Kirche des heiligen Kyrill und Athanasius von Alexandria (церква Святих Кирила та Атанасія Александрійських)) ist ein denkmalgeschütztes Kirchengebäude im Nordwesten des historischen Zentrums der ukrainischen Hauptstadt Kiew.

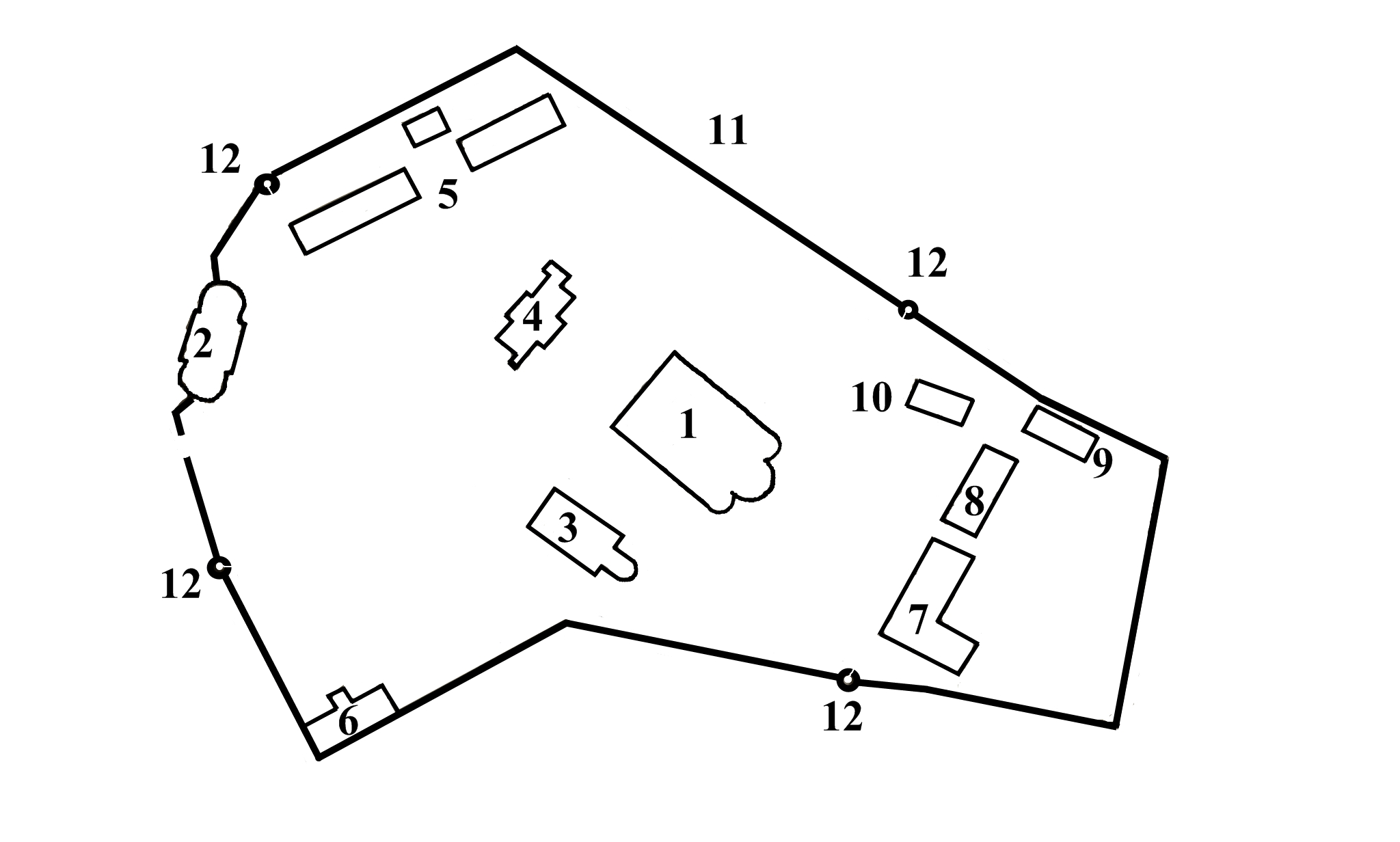
Skizze des ehemaligen Klosters: 1. Kirche 2. Glockenturm, 11. Klostermauer mit 12. Türmen

Die in den Jahren 1140 bis 1167 unter dem Großfürsten der Kiewer Rus Wsewolod II. erbaute Kirche wurde in der gesamten Zeit ihres Bestehens nie zerstört und weist so eine Kombination verschiedener Architekturstile, wie den byzantinischen und ukrainischen Barock-Stil auf. Die nach dem Kirchenvätern Kyrill und Athanasius von Alexandria benannte Kirche hat eine Grundfläche von 31 m × 18,4 m, eine Höhe von 28 m und gehörte zu einem Klosterkomplex auf der Kyrill-Höhe in Kiew.
Am 24. August 1963 wurde die Kirche per Dekret des UdSSR-Ministerrats zum Denkmal von nationaler Bedeutung erklärt und ist heute Teil des Nationalen Museums der Sophienkathedrale.
Der 1760 vom Architekten Iwan Hryhorowytsch-Barskyj erbaute dreistöckige Glockenturm der Kirche wurde 1937 abgetragen.
Die Kirche ist seit 2009 zusammen mit der St.-Andreas-Kirche in der sogenannten Tentativliste der UNESCO als nominierte Welterbestätte eingetragen.